# Pilocrocis pachyceralis
Pilocrocis pachyceralis là một loài bướm đêm trong họ Crambidae.